# Anopinella perblanda
Anopinella perblanda là một loài bướm đêm thuộc họ Tortricidae. Loài này có ở Ecuador.